# Alan Nogáyev
Alan Serguéievich Nogáyev –en ruso, Алан Сергеевич Нога́ев– (18 de agosto de 1987) es un deportista ruso que compitió en taekwondo. Ganó dos medallas en el Campeonato Europeo de Taekwondo, en los años 2006 y 2010.

## Palmarés internacional
| Campeonato Europeo | Campeonato Europeo      | Campeonato Europeo | Campeonato Europeo |
| Año                | Lugar                   | Medalla            | Categoría          |
| ------------------ | ----------------------- | ------------------ | ------------------ |
| 2006               | Bonn (Alemania)         | Medalla de plata   | –58 kg             |
| 2010               | San Petersburgo (Rusia) | Medalla de plata   | –58 kg             |